# Eupeyerimhoffia algerina
Eupeyerimhoffia algerina är en mångfotingart som beskrevs av Henri W. Brölemann 1913. Eupeyerimhoffia algerina ingår i släktet Eupeyerimhoffia och familjen klotdubbelfotingar. Inga underarter finns listade i Catalogue of Life.